# Comuna Sacu, Caraș-Severin
Sacu este o comună în județul Caraș-Severin, Banat, România, formată din satele Sacu (reședința), Sălbăgelu Nou și Tincova.

## Demografie
Componența etnică a comunei Sacu
     Români (83,23%)
     Ucraineni (11,57%)
     Alte etnii (5,2%)
Componența confesională a comunei Sacu
     Ortodocși (77,41%)
     Penticostali (12,96%)
     Baptiști (2,15%)
     Alte religii (1,8%)
     Necunoscută (5,68%)
Conform recensământului efectuat în 2021, populația comunei Sacu se ridică la 1.443 de locuitori, în scădere față de recensământul anterior din 2011, când fuseseră înregistrați 1.485 de locuitori. Majoritatea locuitorilor sunt români (83,23%), cu o minoritate de ucraineni (11,57%). Din punct de vedere confesional, majoritatea locuitorilor sunt ortodocși (77,41%), cu minorități de penticostali (12,96%) și baptiști (2,15%), iar pentru 5,68% nu se cunoaște apartenența confesională.

## Politică și administrație
Comuna Sacu este administrată de un primar și un consiliu local compus din 11 consilieri. Primarul, Nicolae Daminescu[*], de la Partidul Social Democrat, este în funcție din 2008. Începând cu alegerile locale din 2024, consiliul local are următoarea componență pe partide politice:
|  | Partid                           | Consilieri | Componența Consiliului | Componența Consiliului | Componența Consiliului | Componența Consiliului | Componența Consiliului | Componența Consiliului |
|  | -------------------------------- | ---------- | ---------------------- | ---------------------- | ---------------------- | ---------------------- | ---------------------- | ---------------------- |
|  | Partidul Social Democrat         | 6          |                        |                        |                        |                        |                        |                        |
|  | Alianța pentru Unirea Românilor  | 2          |                        |                        |                        |                        |                        |                        |
|  | Partidul Național Liberal        | 2          |                        |                        |                        |                        |                        |                        |
|  | Uniunea Ucrainenilor din România | 1          |                        |                        |                        |                        |                        |                        |

## Personalități născute aici
- Nicu Anghel (cunoscut ca Ministeru', 1957 - 1994), lăutar.

## Legături externe

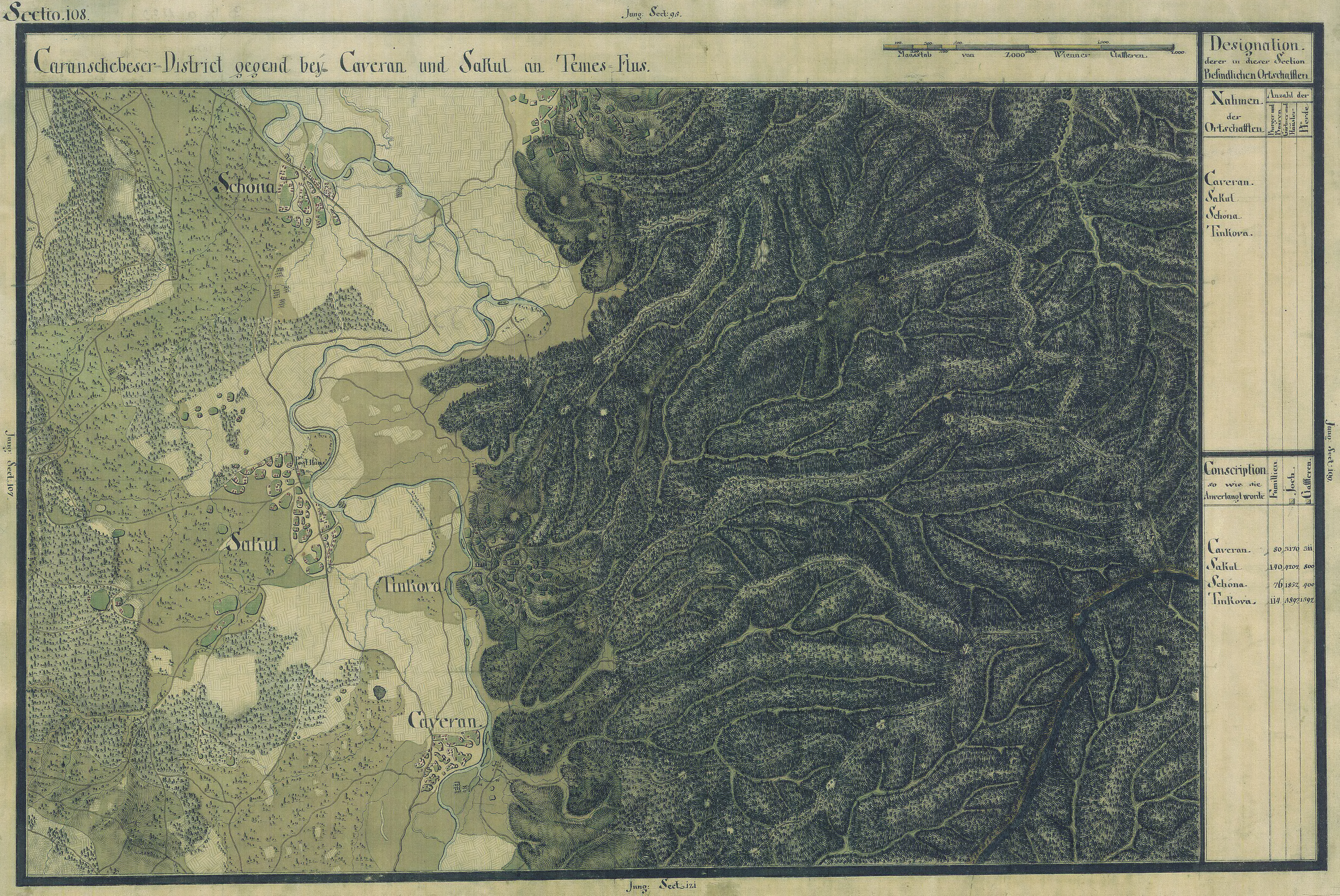
Sacu în Harta Iosefină a Banatului, 1769-72